# Honorije II., nadbiskup
Honorije II. (lat. Honorius Iunior) (?, 2. pol. 5. st. - ?, 547.), salonitanski nadbiskup i metropolit (528. – 547.) za čijeg su pontifikata održana dva značajna salonitanska crkvena sabora. Prvi crkveni sabor održao se 15. srpnja 530., a drugi 4. svibnja 533. godine.